# Heap Glacier
Heap Glacier är en glaciär i Antarktis. Den ligger i Östantarktis. Australien gör anspråk på området. Heap Glacier ligger 963 meter över havet.
Terrängen runt Heap Glacier är kuperad åt sydväst, men åt nordost är den platt. Trakten är obefolkad. Det finns inga samhällen i närheten.